# Casbeno
Casbeno (Casben in bosino) è un quartiere (localmente Rione) della città di Varese.
Situato nella zona sud della città, affacciato sul lago di Varese, prima della formazione della provincia di Varese, negli anni venti, era il limite inferiore del comune stesso. Confina a nord e ad est con Varese Centro, a sud con Bobbiate e ad ovest con Masnago. Inizialmente frazione contadina della città, vede a partire dagli anni sessanta un periodo di crescita, che continua ai giorni nostri: attualmente Casbeno conta circa 4.000 abitanti, chiamati in dialetto varesino Casbenàt.

## Monumenti e luoghi d'interesse

### Architetture religiose
Artisticamente rilevanti a Casbeno sono la chiesa parrocchiale di San Vittore e il santuario della Schiranetta (la cui prima costruzione risale al 1200), sapientemente restaurato negli anni '60 da Giovanni Macchi, dopo che l'incuria degli ultimi secoli lo aveva ridotto in condizioni di rudere.

### Architetture civili
Malgrado la ridotta estensione, Casbeno è sede di diversi uffici amministrativi: attorno a piazza Libertà hanno infatti sede la Provincia (ospitata all'interno di Villa Recalcati) e la Questura cittadina.

#### Villa Recalcati
L'architetto Simone Cantoni curò la costruzione di Villa Recalcati, edificata in stile neoclassico nel 1778. 

#### Villa Molinari-Craven-Seyssel D'Aix
Collocata in posizione dominante all'interno di un parco all'inglese, Villa Molinari-Craven-Seyssel D'Aix risale al XVIII secolo. 

#### Villa Barbò-Leonino-Strada
Situata in cima al colle detto "la Paina", la villa fu costruita attorno al 1850 in stile eclettico, su commissione della famiglia Barbò di Casalmorano. La villa si trova nel luogo dove, fino alla fine del XVIII secolo, si trovava un convento. Dai Barbò, la dimora passò dapprima alla famiglia Strada (1880) e poi ai Leonino (inizi del Novecento), committenti di un ampliamento affidato all'architetto locale Torelli. Successivamente trasformata in una struttura assistenziale, la villa è inserita in un ampio parco. L'ultimo piano dell'edificio venne aggiunto durante la trasformazione della dimora in casa di cura.

## Geografia antropica

### Suddivisioni storiche

#### Rioni
I rioni storici di Casbeno sono 4: Centro, Ronchi, Mirasole e Schiranetta.
- Centro: il rione più popoloso del quartiere, situato nella parte Nord. Comprende al suo interno la chiesa parrocchiale di San Vittore e il centro cittadino, costituito da piazza Libertà.
- Ronchi: zona Sud di Casbeno, comprendente sia il centro storico del rione sia la nota salita dei Ronchi, inclusa anche nel percorso del Mondiale di ciclismo del 2008.
- Mirasole: zona prettamente agricola del rione, situata tra Sud e Sud-Ovest. I confini sono spesso contesi coi rione dei Ronchi. Rione che si sviluppa attorno alla via omonima, in cui sono presenti ancora molte fattorie e molte aziende agricole.
- Schiranetta: rione più moderno e residenziale, sviluppatosi soprattutto negli ultimi 40 anni nella zona Est di Casbeno, ai piedi di Colle Campigli, attorno al santuario omonimo.

## Infrastrutture e trasporti
Casbeno è servita dalla Stazione di Varese-Casbeno, sulla ferrovia Saronno-Laveno.